# Cheech Marin
Richard "Cheech" Marin, född 13 juli 1946 i Los Angeles, Kalifornien, är en amerikansk skådespelare och komiker, ena halvan av komikerparet Cheech och Chong. Han har även medverkat i ett stort antal av Robert Rodriguez filmer.

## Filmografi (i urval)
- 1978 – Upp i rök
- 1980 – Cheech och Chongs nästa film
- 1981 – Cheech & Chongs sköna drömmar
- 1982 – Things Are Tough All Over
- 1983 – Cheech & Chong röker vidare
- 1984 – Cheech & Chong - de korsikanska bröderna
- 1987 – Born in East L.A.
- 1987 – Fatal Beauty
- 1988 – Oliver & gänget (röst)
- 1989 – Ghostbusters 2
- 1994 – The Cisco Kid
- 1994 – Lejonkungen (röst)
- 1995 – Desperado
- 1996 – From Dusk Till Dawn
- 1996 – Tin Cup
- 1996-2001 - Nash Bridges (TV-serie)
- 1996 – Blazing Dragons (röst i datorspel)
- 2000 - South Park, avsnittet Cherokee Hair Tampons (röst i TV-serie)
- 2001 – Spy Kids
- 2002 – Spy Kids 2 - De förlorade drömmarnas ö
- 2003 – Once Upon a Time in Mexico
- 2003 – Spy Kids 3-D: Game Over
- 2004 – Julfritt
- 2006 – Bilar (röst)
- 2007 – Grindhouse
- 2008 – Chihuahuan från Beverly Hills
- 2009 – Race to Witch Mountain
- 2010 – Machete
- 2011 – Bilar 2 (röst)
- 2012 – Seven Psychopaths
- 2013 – Cheech & Chong's Animated Movie (röst)
- 2014 – Manolos magiska resa (röst)
- 2017 – Bilar 3 (röst)
- 2017 – Coco (röst)
- 2020 – I krig med morfar
- 2021 – Maya och de tre (TV-serie) (röst)
- 2022 – Bilar på väg (TV-serie) (röst)